# Teoria ograniczeń dietetycznych
Teoria ograniczeń dietetycznych (ang. dietary restraint theory) – teoria opracowana w 1975 roku przez Herman i Mack, mówiąca o tym, że przejadanie się jest charakterystyczną cechą osób ograniczających ilość przyjmowanego pożywienia, czyli stosujących diety. Ograniczanie jedzenia prowadzi zatem zarówno do niedojadania, jak i do przejadania się.

## Badania[1]
Pierwsze badania Herman i Mack pokazujące, że paradoksalnie przejadanie się jest charakterystycznym zachowaniem dla osób stosujących dietę, były przeprowadzone metodą posiłku wstępnego i testu smakowego. W badaniu brały udział dwie grupy – osoby stosujące dietę (próba badana) i osoby, które nie narzucały sobie restrykcji żywieniowych (próba kontrolna). Procedura badawcza polegała na podaniu osobom badanym wysokokalorycznego (np. tabliczki czekolady) lub niskokalorycznego (np. krakersa) posiłku wstępnego. Następnie eksperymentator prosił uczestników o wzięcie udziału w teście smakowym i ocenę produktów spożywczych pod kątem ich właściwości. Osoby badane były pozostawione same w pomieszczeniu na jakiś czas, w którym miały ocenić słodkość, słoność, preferencje danych produktów itp. Po zakończeniu eksperymentator nie informując o tym uczestnika ważył jaka ilość poszczególnych produktów została przez niego zjedzona. Wyniki eksperymentu pokazały, że osoby niestosujące diety jadły mniej po wysokokalorycznym posiłku wstępnym, a więcej po niskokalorycznym. Z kolei osoby stosujące restrykcje żywieniowe jadły mało po niskokalorycznym posiłku wstępnym, a więcej po wysokokalorycznym. W innych badaniach przeprowadzanych za pomocą tej samej procedury Ruderman i Wilson stwierdzili, że osoby stosujące dietę konsumowały znacznie więcej jedzenia niż osoby niebędące na diecie bez względu na wielkość posiłku wstępnego. Odkryte zjawisko przejadania się w następstwie wysokokalorycznego posiłku wstępnego nazwano przeciwregulacją.

## Przyczyny[5]
Badacze starali się znaleźć naukowe wyjaśnienie faktu, w jaki sposób stosowanie diety prowadzi do przejadania się. Herman i Polivy w 1984 roku opracowali model granic regulacji (ang. boundary model of eating behaviour), który integruje fizjologiczne i poznawcze podejście do zachowań żywieniowych. Zakłada, że fizjologicznie rozpoczynamy konsumpcję, kiedy czujemy głód (ten moment został nazwany przez nich granicą głodu), a kończymy jedzenie, kiedy odczuwamy w ciele sytość (granica sytości). Osoby, które są na diecie regulują swój posiłek nie opierając się na granicy sytości, ale na granicy diety, czyli zdefiniowanej poznawczo ilości jedzenia lub ilości kalorii, którą pozwalają sobie w ramach swojej diety spożyć. Zatem osoba na diecie zastępuje regulację fizjologiczną regulacją poznawczą, której utrzymanie wymaga od niej samokontroli. Jeżeli osoba na diecie zje posiłek niskokaloryczny nie przekracza granicy diety i dalej się kontroluje dążąc do swojego celu. Jeżeli wstępny posiłek w badaniu był wysokokaloryczny i przekraczał granicę diety, osoba badana zazwyczaj porzucała swój cel i jadła tak długo aż osiągała swoją granicę sytości. Pojawiało się u takich osób zjawisko rozhamowania definiowane jako „nasilone jedzenie w wyniku osłabienia ograniczeń”. Autorzy wskazywali, że epizody przejadania się podczas diety są powodowane przez różne czynniki wyzwalające, którym może być wspomniany wcześniej wysokokaloryczny posiłek wstępny, ale także negatywne emocje takie jak np. lęk, odstawienie papierosów lub stres. Ze względu na te czynniki następuje zapaść motywacyjna – osoba traci samokontrolę, ponieważ wysiłek poznawczy jest zbyt wielki i ulega popędom do jedzenia.
Przejadanie się w reakcji na restrykcje żywieniowe oprócz przekroczenia granic regulacji można rozumieć również w kategoriach zmiany nastawienia, modyfikacji nastroju, reakcji na odmowę jedzenia, ucieczki od świadomości, nawrotu lub zmian w zakresie samokontroli.